# Jonathan Leslie Powell
Jonathan Leslie Powell, né le 25 avril 1947, est un producteur de télévision britannique.
Il a fait ses études à Sherborne School, un établissement privé de renom, puis à l'université d'East Anglia. En 1968, il commence à travailler dans la fiction télévisuelle, produisant des programmes d'après-midi, comme Crown Court, une série judiciaire de 30 min.
Il produisit ensuite de nombreux téléfilms allant de l'adaptation littéraire aux thrillers. De 1983 à 1985 il a dirigé le département des feuilletons (Drama Series and Serials) puis, de 1985 à 1987 a été Haut Responsable des fictions télévisées, puis de 1987 à 1993 Président de BBC One
Il a rejoint depuis la compagnie indépendante Carlton Television où il est directeur des fictions et des coproductions.

## Filmographie sélective
- Crown Court 36 épisodes (1972-1981)
- A Chrismas Carol, d'après Dickens (1977)
- Le Maire de Casterbridge 7 épisodes de 55 min(1978)
- Les Hauts de Hurlevent 5 épisodes de 60 min (1978)
- Crime et Châtiment, d'après Dostoïevski 3 épisodes de 75 min (1979)
- Orgueil et Préjugés 5 épisodes de 53 min (1980)
- Tendre est la nuit d'après le roman de F. Scott Fitzgerald 360 min (1985)
- Rebecca, d'après le roman de Daphné du Maurier 2 fois 90 min (1897)
- Les Enfants du rail (108 min) (2000)